# Gmina Rrethinat
Gmina Rrethinat (alb. Komuna Rrethinat) – gmina w Albanii, położona w północno-zachodniej części kraju. Administracyjnie należy do okręgu Szkodra w obwodzie Szkodra. W 2012 roku populacja wynosiła 23418 mieszkańców. W skład gminy wchodzi dziesięć wsi: Dobrac, Grude e Re, Shtoj i Ri, Guci e Re, Shtoj i Vjeter, Zues, Golem (Albania), Hot i Ri, Bardhaj, Bardha.